# SLC50A1
SLC50A1‏ (Solute carrier family 50 member 1) هوَ بروتين يُشَفر بواسطة جين SLC50A1 في الإنسان.